# Araneus exsertus
Araneus exsertus là một loài nhện trong họ Araneidae.
Loài này thuộc chi Araneus. Araneus exsertus được William Joseph Rainbow miêu tả năm 1904.